# ISO 13053
De ISO 13053:2016 is een norm die is bedoeld om de vereiste competentie te verduidelijken voor personeel en organisaties in Six Sigma.

## Inleiding
De ISO 13053 is de internationale norm die bedoeld is om de vereiste competenties te verduidelijken voor personeel en organisaties op het gebied van Lean Six Sigma. De organisatie ISO (Genéve) staat in voor het opstellen en beheren van duizenden verschillende normen. De meeste hiervan zijn productgericht, maar enkele normen slaan op generieke managementsystemen. Verreweg de bekendste is de ISO 9001, welke slaat op het managementsysteem voor kwaliteit.
De ISO 13053 norm bestaat uit de volgende onderdelen:
ISO 13053-1, Quantitative methods in process improvement – Six Sigma – Part 1: DMAIC methodology
ISO 13053-2, Quantitative methods in process improvement – Six Sigma – Part 2: Tools and techniques
De norm is opgezet om te verduidelijken over welke competenties organisaties en personeel moeten beschikken op het gebied van Six Sigma. Voor deze norm was voorheen geen universele standaard over de competenties van bijvoorbeeld een Black Belt. Bijvoorbeeld, een organisatie plaatst een vacature voor een Six Sigma Black Belt, hoe kan de organisatie er dan zeker van zijn van het vermogen van een Black Belt? De ISO 13053-norm helpt bij het beantwoorden van zo een vraag. 

## Geschiedenis
In 2011 heeft de organisatie ISO de ISO 13053-norm uitgegeven. Daarvoor was er geen universele standaard over wat een Green Belt of Black moest kennen en kunnen. De ISO 13053-norm richt zich op Six Sigma. De eerste versie die werd uitgebracht was de ISO 13053:2011. In 2016 is er nieuwe editie uitgebracht, de ISO 13053:2016.

## Rollen
De ISO 13053 geeft aan wat de competenties van een individu dienen te zijn alvorens zij een certificaat ontvangen. Met zo een certificaat laat een individu zien dat deze de juiste kennis en kunde heeft om te participeren in verbetertrajecten of deze te leiden. 
De ISO 13053 onderscheidt de volgende rollen binnen een organisatie:
- CEO: de directie is betrokken omdat deze voor draagvlak in de organisatie dient te zorgen
- Champions: zij dragen de eindverantwoordelijkheid en zorgen dat het traject bedrijfsbreed wordt doorgevoerd
- Master Black Belts: in grotere organisaties hebben zij de leiding over meerdere projecten en trainen zij Black Belt en Green Belts
- Black Belts: zij hebben de leiding over een project
- Green Belt: zij ondersteunen in een project of leiden kleine projecten

In sommige organisaties wordt nog de Yellow (of Orange) Belt onderscheiden. Deze Belt kent de principes van Six Sigma en kan dit op de eigen werkplek toepassen. 
De ISO 13053 geeft een ideale verdeling van Yellow, Green en Black Belts in een grote organisatie, dit is:
- Alle medewerkers moeten op zijn minst een Yellow Belt hebben (zodoende komt Six Sigma in het DNA van de organisatie)
- 1 Green Belt per 30 werknemers
- 1 Black Belt per 5 Green Belts
- 1 Master Black Belt per 5 Black Belts

##### Champion
Dit is een medewerker die al langer in de organisatie werkt en in het managementteam zit. Dit is iemand die veel invloed heeft in de organisatie. Een Champion:
- Bepaald de strategie voor het uitzetten van Six Sigma in de organisatie;
- Is verantwoordelijk voor het opstellen en promoten van bedrijfsdoelstelling met betrekking tot Six Sigma.

##### Master Black Belt
De rol van de Master Black Belt is het begeleiden van Black Belts bij het uitvoeren van DMAIC projecten. Een Master Black Belt:
- Coacht en begeleidt Black Belt bij het uitvoeren van DMAIC projecten;
- Biedt ondersteuning zodat geïdentificeerde verbeteringen binnen projecten worden gerealiseerd en onderhouden;
- Adviseert bij gecompliceerde statistiek;
- Helpt bij het identificeren van verbeteringen;
- Help bij het bepalen van de scope van een project;
- Help bij het periodiek reviewen van projecten;
- Geeft training in de tools en technieken van Six Sigma;
- Bepaald of trainingsactiviteiten effectief zijn;
- Geeft leiding aan verbeterprojecten.

#### Black Belt
De rol van een Black Belt is het leiden van verbeterprojecten om voordelen voor de organisatie te leveren. Een Black Belt:
- Werkt met anderen om mogelijkheden voor verbeteringen te identificeren;
- Organiseert multidisciplinaire teams en leidt verbeterprojecten;
- Leidt verbeterprojecten en helpt Green Belts bij het gebruiken van de DMAIC methode;
- Traint en coacht Green Belts in de DMAIC methode;
- Participeert in ‘gate reviews’.

#### Green Belt
Van de Green Belt wordt verwacht dat deze Six Sigma kan gebruiken om voordelen voor de organisatie op te leveren. Dit is binnen het werkgebied van de Green Belt. Een Green Belt:
- Kan in de eigen omgeving kansen voor verbetering identificeren;
- Kan direct onder een Black Belt werken als onderdeel van een groot verbeterproject;
- Kan kleine verbeterprojecten leiden onder toezicht van een Black Belt;
- Kan Yellow Belts coachen op het gebied van proces verbetermethoden en activiteiten.

#### Yellow Belt
Van een Yellow Belt wordt verwacht dat deze de basisprincipes van Six Sigma kent en kan participeren in verbeterprojecten. Een Yellow Belt:
- Werkt met een Green Belt om kansen voor verbetering te identificeren;
- Kan direct onder een Green Belt of Black Belt werken als onderdeel van een verbeterproject;
- Participeert in kleine verbeterprojecten onder leiding van een Green Belt.

## ISO 13053:2016 standaard
Op 1 november 2016 heeft ISO de nieuwe ISO 13053-norm uitgegeven. De ISO 13053 bestaat uit twee onderdelen. De officiële benaming van deze onderdelen in het Nederlands zijn:
NEN-ISO 13053-1:2016 en
NEN-ISO 13053-2:2016 en
De norm geeft een standaard voor de competenties waarover personeel of een organisatie moet beschikken op het gebied van Six Sigma.
De structuur van de NEN-ISO 13053-1:2016 EN is als volgt:
- Hoofdstuk 0: Voorwoord & Introductie
- Hoofdstuk 1: Toepassingsgebied (Scope)
- Hoofdstuk 2: Normatieve verwijzingen
- Hoofdstuk 3: Symbolen en afkortingen
- Hoofdstuk 4: Fundamenten van Six Sigma projecten in organisaties
- Hoofdstuk 5: Six Sigma maatstaven
- Hoofdstuk 6: Six Sigma personeel en hun rollen
- Hoofdstuk 7: Minimaal vereiste competenties
- Hoofdstuk 8: Minimale vereisten Six Sigma training
- Hoofdstuk 9: Six Sigma project prioriteren en selecteren
- Hoofdstuk 10: Six Sigma DMAIC methodologie
- Hoofdstuk 11: ix Sigma project methodologie – veelal gebruikte tools
- Hoofdstuk 12: Toezicht houden op Six Sigma projecten
- Hoofdstuk 13: Kritische succes factoren voor Six Sigma projecten
- Hoofdstuk 14: Six Sigma infrastructuur in organisaties
- Bijlage A: Sigma scores
- Bijlage B: Training
- Bibliografie

De structuur van de NEN-ISO 13053-2:2016 EN is als volgt:
- Hoofdstuk 0: Voorwoord & Introductie
- Hoofdstuk 1: Toepassingsgebied (Scope)
- Hoofdstuk 2: Termen en definities
- Hoofdstuk 3: Symbolen en afkortingen
- Hoofdstuk 4: DMAIC proces volgorde
- Bijlage A: Factsheets
  - Factsheet 01 – ROI, kosten en verantwoording
  - Factsheet 02 – Affinity diagram
  - Factsheet 03 – KANO model
  - Factsheet 04 – CTQ tree diagram
  - Factsheet 05 – House of quality
  - Factsheet 06 – Benchmarking
  - Factsheet 07 – Project charter
  - Factsheet 08 – Gantt chart
  - Factsheet 09 – SIPOC
  - Factsheet 10 – Process mapping and process data
  - Factsheet 11 – Prioritization matrix
  - Factsheet 12 – Cause and effect diagram
  - Factsheet 13 – Brainstorming
  - Factsheet 14 – Failure mode and effects analysis (FMEA)
  - Factsheet 15 – Measurement system analysis (MSA)
  - Factsheet 16 – Data collection plan
  - Factsheet 17 – Determination of sample size
  - Factsheet 18 – Normality testing
  - Factsheet 19 – Discrptive statistics visualization tools
  - Factsheet 20 – Indicators
  - Factsheet 21 – Waste analysis
  - Factsheet 22 – Value stream analysis (VSM)
  - Factsheet 23 – Service delivery modelling
  - Factsheet 24 – Hypothesis testing
  - Factsheet 25 – Regression and correlation
  - Factsheet 26 – Design of experiments (DOE)
  - Factsheet 27 – Reliability
  - Factsheet 28 – RACI competencies matrix
  - Factsheet 29 – Monitoring / control plan
  - Factsheet 30 – Control charts
  - Factsheet 31 – Project review
- Bibliografie

## Voorgaande versies
In 2011 is de eerste ISO 13053-norm uitgebracht, de ISO 13053:2011-norm. In 2016 is hier het vervolg op gekomen in Nederland, de ISO 13053:2016-norm. 

## Certificatie
Certificatie houdt in dat een externe, onafhankelijke partij vaststelt of er aan bepaalde eisen wordt voldaan. Bij ISO 9001 voert een certificatie-instelling (CI) een audit uit en verstrekt een ISO 9001 certificaat wanneer het kwaliteitssysteem aan de eisen voldoet. ISO 13053 is geen beschermde titel en kan daarom vrij worden uitgegeven. Iedereen mag een ISO 13053 certificaat uitgeven. Het is bij certificering van belang om te letten op de volgende punten:
1. Is de training conform de Body of Knowledge zoals genoemd in de ISO 13053-norm
2. De reputatie van de certificerende instantie
3. Beoordeling van de certificerende instantie

De ISO 13053-norm geeft voorbeelden van een trainingsprogramma voor Lean Six Sigma Green Belt en Lean Six Sigma Black Belt:
- Lean Six Sigma Green Belt: vijf trainingsdagen (40 uur)
- Lean Six Sigma Black Belt: vijf trainingsweken van vier trainingsdagen (160 uur)

In de ISO 13053-norm worden geen trainingsdagen gespecificeerd voor Lean Six Sigma Yellow Belt. Wanneer eenmaal een certificaat is behaald is het niet nodig deze te vernieuwen.